# Seton River
Seton River är ett vattendrag i Kanada.   Det ligger i provinsen British Columbia, i den södra delen av landet, 3 400 km väster om huvudstaden Ottawa.
I omgivningarna runt Seton River växer i huvudsak barrskog. Trakten runt Seton River är nära nog obefolkad, med mindre än två invånare per kvadratkilometer.